# Tokijska Róża
Tokijska Róża (jap. 東京ローズ Tōkyō Rōzu; ang. Tokyo Rose) – popularne określenie nadane w latach II wojny światowej przez żołnierzy amerykańskich spikerkom japońskich rozgłośni propagandowych.  
W ramach generalnego programu dezinformacji kilka kobiet znających język angielski podawało pseudopoufne wiadomości, mające wywołać u angielskich i amerykańskich słuchaczy wrażenie, że japoński wywiad jest znacznie lepiej poinformowany niż w rzeczywistości. Japońska propaganda radiowa podlegała w latach II wojny światowej kierownictwu Biura Informacji Wojskowej. Anglojęzyczni  pracownicy nadzorowani byli przez japońskie służby specjalne.

## Początki
Pierwsza Tokijska Róża miała pseudonim Ann (skrót od pierwszych liter announcer – prezenter radiowy). Ann występowała później przed mikrofonem jako Sierotka Ann – twój ulubiony wróg. 
Japońscy propagandyści korzystali zwykle z informacji pochodzących z nasłuchu amerykańskich rozgłośni komercyjnych. Program amerykańskich stacji był uważnie studiowany pod kątem wyłapywania wiadomości o katastrofach, które wykorzystywano potem w audycjach propagandowych. Wplatano je w koncerty muzyki rozrywkowej lub poważnej. Spikerów tych programów z biegiem czasu zaczęto określać jako Tokijskie Róże. Programy prowadzone przez nich podawały, na ogół przesadzone, informacje o stratach alianckich, wymieniając czasem konkretne jednostki amerykańskie. Przekazywano również opowieści o niewierności pozostających w Stanach Zjednoczonych żon i narzeczonych żołnierzy amerykańskich oraz profetyczne doniesienia o zbliżających się operacjach wojennych.

## Iva Toguri
Jedną z najbardziej znanych Tokijskich Róż była Iva Toguri D'Aquino, Amerykanka japońskiego pochodzenia, która po wybuchu wojny nie mogła powrócić do Stanów i rozpoczęła pod nadzorem wojska prowadzenie działalności propagandowej. Po zakończeniu wojny została pojmana przez amerykańskie służby. W 1949 r. została postawiona przed sądem pod zarzutem zdrady i świadomego podkopywania morale żołnierzy alianckich. W trakcie procesu Toguri przypominała, że była tylko jedną z dwudziestu Tokijskich Róż. Sąd oczyścił ją z zarzutów zdrady, ale uznał winną innych przestępstw. Spędziła w więzieniu 10 lat. Została zrehabilitowana w 1977 roku.